# Donne nelle opere di Boccaccio
L'attenzione di Giovanni Boccaccio per la donna e il mondo femminile è rintracciabile in molte sue opere, sia in volgare (l'Elegia di Madonna Fiammetta, il Decameron e il Corbaccio) sia in latino (De mulieribus claris).

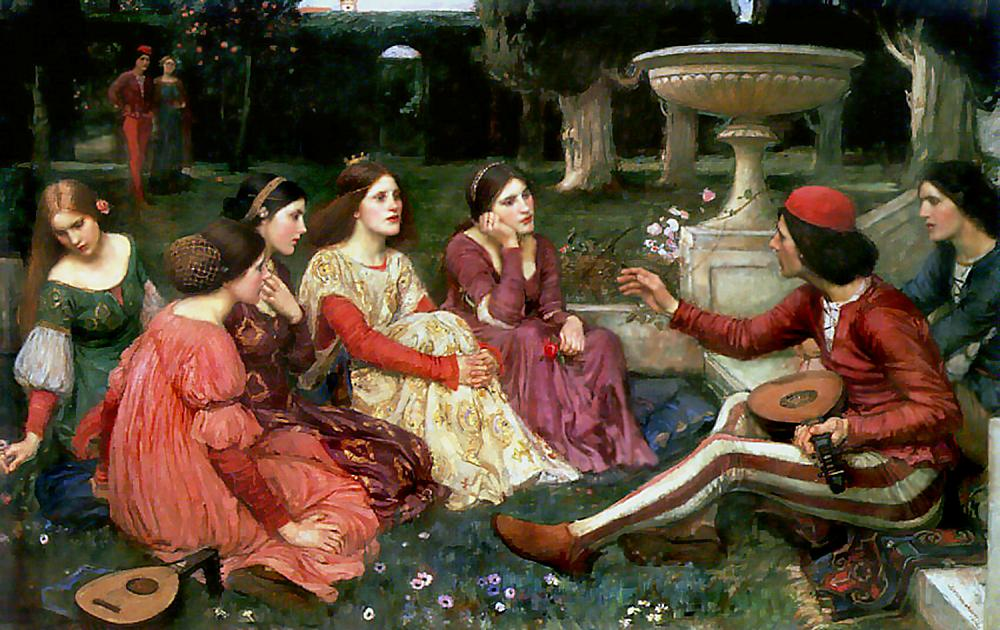
Le donne nell'opera di Boccaccio. Il Decameron di J.W. Waterhouse, 1916.

Anche se già i poeti del Dolce Stilnovo avevano attribuito alla donna una inedita centralità nel fare letterario, è indubbio che anche in questo campo Boccaccio sia innovativo: non solo scrive il primo romanzo introspettivo in prospettiva femminile (l'Elegia di Madonna Fiammetta), non solo sceglie le donne come 'lettore implicito' del suo capolavoro (Decameron), ma scrive anche la prima raccolta di donne illustri, il De mulieribus claris, destinato ad avere un successo europeo. E se il Corbaccio è stato letto soprattutto in termini misogini, nulla consente di attribuire quei valori allo stesso Boccaccio.

## L’immagine della donna nell'Elegia di Madonna Fiammetta
Con l'Elegia di Madonna Fiammetta, scritta tra il 1343 e il 1344, Boccaccio dà voce, sulla scia delle Eroides di Ovidio, a una donna sofferente in amore. A prescindere dalla presunta realtà della protagonista e narratrice, Fiammetta (in cui in passato si è voluto riconoscere una figlia illegittima di Roberto d'Angiò), ciò che rileva è l'assunzione di una prospettiva femminile, solo in parte giustificabile con la volontà di fornire un exemplum negativo alle future lettrici: Fiammetta non è infatti, come le molte donne della letteratura precedente, un oggetto del desiderio, ma soggetto che ama e che subisce un abbandono e un tradimento, dal momento che l'amante nonostante il giuramento prestato, l'abbandona per tornare in patria.

## Le donne nelDecameron
La centralità femminile è ribadita nel Decameron, soprattutto se si dà credito alla tesi di un primo nucleo dell'opera in sole sette giornate, la cui brigata sarebbe stata composta di sole sette donne. Non è un caso che Boccaccio dedichi l'opera proprio alle donne, a prescindere dal significato che tale indirizzo possa avere: un tentativo di nobilitare, sulla scia della poesia stilnovistica, un genere di recente tradizione come la raccolta di novelle; oppure una dichiarazione di appartenenza al genere del romanzo. Ciò che sembra tuttavia da escludere, dopo decenni di gender studies, è la pretesa di leggere nel Decameron un manifesto ideologico di 'filogenismo', giacché le analisi di questo tipo si sono dovute arrendere alla constatazione di una molteplicità dei punti di vista che Boccaccio sembra deliberatamente alternare nella successione delle novelle.
Non sempre facile, d'altra parte, attribuire caratteri singolari alle sette donne della brigata: Pampinea, Filomena, Neifile, Fiammetta, Elissa, Lauretta, Emilia; così come poco efficaci alcune tassonomie dei personaggi femminili, tese a individuare diversi modelli (la donna sottomessa, quella impenitente, l'arguta o l'eroina). Sembra invece indiscutibile l'attenzione che Boccaccio riserva ai risvolti sociali e retorici dell'essere donna nel suo tempo, offrendo alternativamente modelli di comportamento condivisi dai suoi lettori, come anche deliberati ribaltamenti dei ruoli (come nell'eloquente Ghismonda cui si contrappone il comportamento femmineo del padre Tancredi in IV,1).

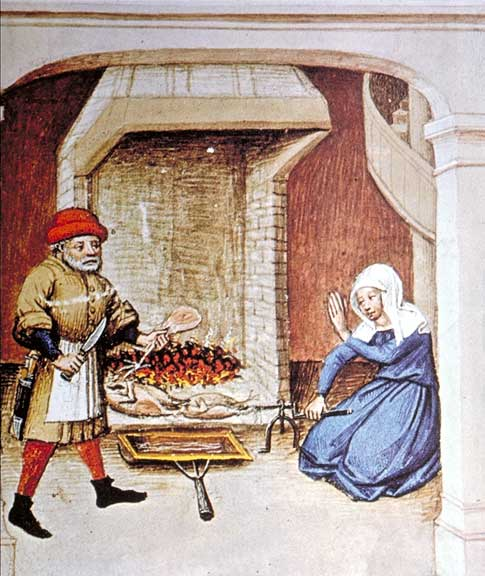
Miniatura della novella Chichibìo e la gru.

Il linguaggio, le risorse della retorica, i silenzi, l'adozione di strategie di 'discorso riportato' diventano così uno strumento per rappresentare la donna nel contesto sociale del tempo, restituendo condizionamenti e limiti d'azione, ma anche figure di inquietante ambiguità, come la Griselda dell'ultima novella (X, 10), che, lungi dall'essere un modello di donna rivoluzionario, rappresenta la massima subalternità della sposa al marito, quasi a voler ricondurre, nel finale, il mondo ideale della brigata alla società del tempo cui ritornano i giovani della brigata al termine del Decameron.

## IlCorbaccio
La nobildonna del Corbaccio è una vedova di cui il protagonista, uno studente, è innamorato e da cui è stato trattato con disprezzo. Inizia quindi il racconto di un sogno, nel quale il protagonista, guidato dall’anima del marito defunto, compie un viaggio ultraterreno verso la rivelazione della vera natura della donna. Il marito, infatti, descrive tutti i difetti che la donna riesce a nascondere con l’artificio.
In quest'opera Boccaccio dà voce a una consolidata tradizione misogina, riprendendo la forma classica del vituperium, ossia la descrizione di donne poco attraenti in chiave parodistica; anche in questo caso, però, non è possibile attribuire tale punto di vista a Boccaccio, che si limita a reimpiegare fonti antiche e medievali.

## La donna nelDe mulieribusclaris
Anche il De mulieribus claris è un'opera innovativa, in quanto Boccaccio riconosce dignità esemplare a figure femminili non riconducibili alla storia cristiana. Nonostante la dedica a una donna, Andrea Acciaiuoli, il pubblico cui Boccaccio si rivolge è sostanzialmente un pubblico erudito maschile, al quale l'autore offre 106 biografie di donne appartenenti alla letteratura e al panteon greco-latino, che celebrano, accanto a valori morali più tradizionali, nuove virtù tipicamente umanistiche, come l'intelligenza, l'industria, la cultura, le arti, tutte declinate al femminile, tanto che la critica vi ha scorto la consacrazione di un nuovo tipo di donna, già umanistica.